# Changjiang, Guangdong
Changjiang är en köping i sydöstra Kina. Den ligger i Renhua härad i staden Shaoguan i provinsen Guangdong, omkring 250 kilometer norr om provinshuvudstaden Guangzhou. Antalet invånare är 21 293. Befolkningen består av 10 350 kvinnor och 10 943 män. Barn under 15 år utgör 22,0 %, vuxna 15-64 år 66 %, och äldre över 65 år 10,0 %.